# Calahorra
Calahorra és un municipi de La Rioja, a la regió de La Rioja Baixa. Limità al nord amb San Adrián i Azagra a Navarra; al sud amb Autol i Quel; a l'est amb Rincón de Soto, a l'oest amb El Villar de Arnedo, i Pradejón.

## Història
Les primeres notícies d'assentaments humans en el territori municipal daten del període mosterià tal com testifiquen les nombroses restes d'indústria lítica trobats a la zona. Les troballes realitzades en el jaciment de Sorbán indiquen que grups procedents de les emigracions indoeuropees es van assentar en la zona. Hi ha proves d'un assentament estable per a l'edat del ferro. Cap al segle ii aC, el general romà Cató va assolir la submissió o l'aliança a Roma dels pobles de la vall de l'Ebre.
Entre el segle i aC i el segle ii la ciutat va pertànyer al poble dels vascons com citen expressament els geògrafs Estrabó (Str.III, 4, 10) i Claudi Ptolemeu (Ptol.2.6.66). Kalakorikos que destacaria com un important centre urbà en la vall mitjana de l'Ebre. Segons es deduïx del relat Titus Livi (Liv. frag. XCI), durant les guerres Sertorianes, entre el 75 aC i el 74 aC Sertori va construir un pont en aquesta ciutat que era la seva aliada en la seva lluita contra Pompeu i Metel, qui finalment la van assetjar en l'any 72 aC forçant la resistència dels habitants que segons la crònica de Sal·lusti, van recórrer al canibalisme. Aquest fet va inspirar posteriorment als escriptors de Roma per a conformar la llegenda històrica de "La Matrona" i de la fames calagurritana. La interpretació del text de Titus Livi també és origen de la discrepància ètnica de la ciutat en aquell període.

### Calagurris Iulia Nasica
La reconstrucció de la ciutat es va portar a terme en l'antic nucli original i a l'est. El període romà va ser molt afavoridor per a la ciutat. La Calagurris inicial va obtenir el títol de Nassica en l'any 171 abans de Crist. Li va ser atorgat per Publi Corneli Escipió Nasica. Juli Cèsar li va afegir el de Iulia poc temps després de la seva conquesta, a mitjan segle I abans de Crist. Tal era la fama dels seus guerrers que August formà una guàrdia personal amb soldats procedent de Calagurris. Va obtenir el títol de municipium civium Romanorum que atorgava als seus habitants la ciutadania romana. L'extensió de la ciutat va transcendir les seves muralles, situades sobre el turó que domina la vega, i va obligar a la construcció d'alguns edificis públics, com el circ, fora d'elles, el circ se situava en el que avui és el passeig del Mercadal, com qualsevol ciutat romana rellevant tenia tots els serveis necessaris, temples, fòrums, termes, teatres, amfiteatre... Va ser seu d'administració de justícia i va encunyar moneda almenys en tres períodes històrics, en les guerres Sertorianes, en el regnat d'August i Tiberi i en època visigòtica sota el regnat de Suintila.
La primera notícia de l'establiment del cristianisme a Calahorra es té en referència al martiri dels seus patrons, sant Emeteri i sant Celdoni que van ser legionaris romans que van ser decapitats per abraçar el cristianisme. La llegenda conta que van llençar els seus caps al riu Ebre i que aquests, en comptes de ser arrossegades pel corrent van ascendir riu amunt. El martiri d'aquests soldats de les legions romanes va succeir cap a l'any 300 després de Crist i es creu que va succeir en el lloc on ara s'aixeca la Catedral de Santa María.

### Calahorra cristiana
Al segle iv es designa seu episcopal a la ciutat de Calahorra. D'ella depenia un ample territori.
| «                                                                  | Arribava a comprendre, en direcció oest-aquest, les dues ribes de l'Ebre des de la desembocadura del Baias a Miranda, fins a Mendavia i solament el marge dret des de Mendavia fins a Alfaro, al costat de les aigües de l'Alhama en Alfaro; en direcció nord-sud, des de les aigües del mar Cantàbric fins a la divisòria fluvial dels Cameros amb les seves cotes més altes de San Lorenzo i els ports de Piqueras, Oncala i El Madero, en les proximitats del Moncayo on es troben Cervera i Magaña. Dintre del regne de Navarra s'estenia fins a les viles de Desojo, Torralba i El Busto. A més de la franja de les valls basques fins al mar i les terres d'Eulate a Navarra. Aquesta extensió es va mantenir fins a l'any 1861. | » |
| — Eliseo Sáinz Ripa, Sedes episcopales de la Rioja: Siglos IV-XIII | |   |

El manteniment de la residència del bisbe ha arribat als nostres dies, encara que hi ha hagut intents de traspassar-la a la capital riojana, denominant-se en l'actualitat diòcesi de Santo Domingo, Logronyo i Calahorra. Ramir I d'Astúries va proclamar en el segle ix el Vot de Santiago en la Catedral de Santa María, que va estar vigent fins a la promulgació de la Constitució de les Corts de Cadis. Els musulmans van conquistar la ciutat l'any 714 deixant la seva empremta en l'agricultura i l'urbanisme. La importància estratègica de Calahorra també seria fonamental en la dominació àrab. A causa d'ella van ser diverses vegades les quals va canviar de mans fins que a l'abril de 1045 el rei Garcia IV Sanxes III de Nájera la va conquistar i va unir al regne de Nájera-Pamplona, antecessor del regne de Navarra. Com tota La Rioja, va ser terra cobejada pels regnes fronterers de Castella, Navarra i Aragó.
Va ser incorporada al Regne de Castella per Alfons VI de Castella encara que es van mantenir les lluites frontereres amb Navarra i Aragó. Amb la conquesta de Navarra per Ferran el Catòlic, en 1512, es pacificà definitivament tota la zona. La ciutat va ser visitada pel papa Adrià VI el 22 de març de 1522.

### El call
La ciutat de Calahorra va comptar amb una jueria que estava aïllada per muralles de la resta de la ciutat i tenia les seves pròpies lleis. Els primers assentaments jueus es remunten al segle xi i el seu major auge es va donar en el segle xiv quan va tenir uns 600 habitants que gaudien de gran prosperitat. Quan Enric II de Trastàmara va ocupar Calahorra, molts dels habitants de la jueria van fugir a Navarra. Quan els reis Catòlics van publicar el decret de Granada que va suposar l'expulsió dels jueus dels regnes d'Espanya, molts d'ells es van anar (duent el cognom de Calahorra o Calahora) i es van situar en Cracòvia, mentre altres es convertiren al cristianisme.
La jueria va ser ocupada per cristians arribats de fora de la ciutat i els jueus que després van tornar a ser situats per altres barris per a facilitar la seva integració. La sinagoga es trobava en el terreny que actualment ocupa l'ermita de Sant Sebastià i la seva Toráh es guarda en el museu diocesà situat en la Catedral de Santa María. En aquesta jueria va passar l'última etapa de la seva vida el poeta, literat i astrònom Abraham ben Meir ibn Ezra rellevant personatge de la cultura hispànica hebraica.

### Període contemporani
Si els segles XV, XVI i XVIII van ser importants per al desenvolupament urbanístic de la ciutat el segle xix va significar, amb l'arribada del ferrocarril i el desenvolupament de la indústria conservera, la transformació ciutadana fins a arribar a convertir-se en el cap comarcal de la Rioja Baixa.
L'any 2021 es va fer públic que el Centre Nacional de Tecnologies de l'envàs s'ubicarà a Catahorra

## Cultura
Són diversos els vestigis de la Calagurris romana que han aflorat en nombroses intervencions arqueològiques (aqüeducte, clavegueram, circ, fortificacions...). Alguns testimonis notables s'exposen al Museu de la romanització
El passat romà de la ciutat és un tòpic recurrent en la seva estatuària pública, sobresortint el monument dedicat a La Matrona, que fa referència a la fames calagurritana.
D'època medieval és el costell o pedró jurisdiccional popularment conegut com "La Mossa"
La creu coberta (l'anomenat Humilladero) del segle XVI és un testimoni remarcable del pas del Camí de Sant Jaume per Calahorra
Les esglésies de Calahorra (sant Jaume, sant Andreu, etc.) i principalment la Catedral de Santa María conserven nombrosos retaules barrocs.
L'església de Sant Francesc ha esdevingut museu dels passos de setmana santa que es celebra amb molta brillantor
Al carrer dels Màrtirs s'hi troben algunes cases notables de finals del s. XIX i començaments del s. XX, com la Casa de les cariàtides, en mal estat de conservació.
De 1925 data el Teatre Ideal Cinema
La importància històrica del conreu de l'horta i de tota l'economia associada (conserves, envasos) és evocada al Museu de La verdura i també mitjançant l'art públic, com el monument a La verdura (Luis Xubero, 2008) que es troba al passeig del Mercadal
Anualment s'hi celebren les jornades gastronòmiques de la verdura
L'Associació d'Amics de la Història de Calahorra edita des de 1996 la revista Kalakorikos d'estudis sobre la història i el patrimoni de Calahorra i rodalia

## Personatges il·lustres
- Marc Fabi Quintilià (35 - 95), retòric i pedagog hispanorromà. Escriví Institutio Oratoria (c. 95 dC).
- Aureli Prudenci Clement (348 - ¿?), aristòcrata, governador d'importants ciutats i autor de Peristephanon himnes en honor de màrtirs cristians.
- Padro Sánchez de la Hoz 1514 1547
- Juan Jesús de María (1564 - 1615), religiós carmelita.
- Pedro García Carrero (¿? - ¿?), metge de Felip II.
- Santiago Ezquerro (1976), futbolista.
- Francisco Secanilla, (1775-1832), religiós, músic i teòric, fou canonge de la catedral fins a la seva mort el 1832.
- Ruperto Ruiz de Velasco (1858-1897), compositor, crític musical i musicògraf.
- Eusebio Subero y Diaz (1833-1894), compositor, organista i mestre de capella.